# Days of Joy
Days of joy är ett musikalbum av Bay Laurel från 1996.
Under nästan hela Tiden som Days Of Joy - spelades in så bandades detta på en videokamera.
2 st DVD's med 5 kapitel var på ca: 25 minuter styck
Dessa klipp finns att se på Facebook sidan.

## Låtlista
1. Lost in black love
2. A lighter of sperm
3. Black dove
4. In sorrows tide
5. Blue
6. Down the hall
7. We lost
8. Outside
9. Apart
10. Worms and blood
11. Paint